# Lac El Juncal
Le lac El Juncal est un lac de barrage situé dans le département d'Huila, en Colombie.  

## Géographie
Le lac El Juncal est situé dans la municipalité de Palermo, à 10 km au sud de la ville de Neiva. 
Il a un volume de 2,19 millions de m3, pour une superficie de 1,72 km2.